# De clowns
De clowns is een single van Herman van Veen. Het is afkomstig van zijn album Herman van Veen zingt en vertelt het verhaal van de clowns, gerelateerd aan zijn televisieprogramma Het verhaal van de clowns. Er verschenen twee varianten, een cd-single (twee tracks) en een cd-maxisingle (drie tracks).
De clowns, over wat clowns doen en zijn, is een lied geschreven door Herman van Veen (tekst en muziek) en Erik van der Wurff (muziek). Van Veen vraagt zich in het lied af of het autobiografisch is ("Hij lijkt wel wat op mij"). Het werd als enige track van het album geproduceerd door Pim Koopman.
Ze zijn er komt alleen voor de cd-maxisingle en is geschreven door Herman van Veen alleen.
De B-kant De leeuw is los is een lied van Herman van Veen alleen. Samen met Ze zijn er werd het geproduceerd door hemzelf, Erik van der Wurff, Nard Reijnders en Hans van der Linden.
De clowns kreeg in 1991 een heruitgave met op de B-kant De neus, origineel de B-kant van Van Veens debuutsingle Het hondje.

## Hitnotering
De Nederlandse Top 40. Belgische BRT Top 30 en Vlaamse Ultratop 30 werden niet bereikt.

### NederlandseNationale Hitparade Top 100
| Positie: | 97 | 86 | 78 | 67 | 67 | 65 | 97 | uit |